# Platysilurus
Platysilurus is een geslacht van straalvinnige vissen uit de familie van de antennemeervallen (Pimelodidae).

## Soorten
- Platysilurus malarmo Schultz, 1944
- Platysilurus mucosus (Vaillant, 1880)
- Platysilurus olallae (Orcés V., 1977)